# Maria Michi
Maria Michi (Roma, 24 de mayo de 1921-Grottaferrata, 7 de abril de 1980) fue una actriz de cine italiana, reconocida por sus papeles como actriz de reparto en las películas de Roberto Rossellini, dentro del neorrealismo, como Roma, ciudad abierta o Paisà.

## Biografía
Nacida en Roma en 1921, Michi trabajó primero como mecanógrafa y secretaria para un bufete de abogados en la capital italiana, para pasar después a trabajar como acomodadora en el Teatro delle Quattro Fontane. Comenzó realizando pequeños papeles en el teatro, bajo la dirección de los directores Sergio Tofano y Diana Torrieri, durante la temporada 1942-1943. La crítica Irene Bignardi dijo de ella que era «una mujer muy cercana a la resistencia y al Partido Comunista».
A través de su compañero, el guionista italiano Sergio Amidei, conoce al cineasta Roberto Rossellini, quien le ofrece su primer papel en el cine, siendo el del personaje de Marina Mari en la película Roma, ciudad abierta (1945). En el filme, Michi es una artista musical amante de Manfredi (Marcello Pagliero), el líder de la resistencia italiana. Mari termina denunciando a su amante ante los alemanes, que le acaban condenando a muerte. Al año siguiente de este debut, Rossellini la volvería a llamar para un papel en la cinta Paisà, donde haría le papel de una prostituta enamorada de un soldado americano, interpretado por Gar Moore, que está destinado en el segmento estadounidense de Roma.
En 1947, en la película dramática Preludio d'amore, de Giovanni Paolucci, interpretó a una mujer desesperada después de que su amante se suicidara. Luego apareció en otro drama, Fatalità, de Giorgio Bianchi, donde hacía el papel de una esposa de un próspero empresario (Massimo Girotti) que es seducida por Renato (Amedeo Nazzari), un capitán de barco que le propone huir al extranjero, antes de retirarse, sin llegar a esconder esta relación de su marido. En 1948 participó en la película La Chartreuse de Parme del cineasta francés Christian-Jaque, que adaptó la novela homónima del escritor Stendhal.
En septiembre de 1949 contrajo matrimonio con el príncipe Augusto Torlonia, tercer titular de Civitella Cesi. Tras casarse, Michi dejó el mundo del cine y regresó al teatro, trabajando en obras con el director Guido Salvini. El matrimonio fue anulado en San Marino en 1956. Reanudó su carrera en el cine en los años 1960 y 1970, llegando a trabajar en películas como El último tango en París de Bernardo Bertolucci.
Retirada en la villa de Grottaferrata, murió el 7 de abril de 1980, a los 58 años.

## Filmografía
- Roma, ciudad abierta - 1945
- Paisà - 1946
- Prelude of Love - 1946
- Fatality - 1946
- Preludio d'amore - 1947
- La Chartreuse de Parme - 1948
- Legge di guerra - 1961
- La monaca di Monza - 1969
- All'ombra del delitto -  1970
- El último tango en París - 1972
- Cosa avete fatto a Solange? - 1972
- Senza ragione - 1973
- Per le antiche scale - 1975
- Salón Kitty - 1976